# Carl Nørby
Hans Carl Bagger Nørby (5. december 1909 i Esbjerg - 15. februar 1998) var i 1930'erne og 1940'erne fodboldspiller for EfB's førstehold – dels i 1., 2. og 3. division. Han spillede i alt 262 kampe for EfB. Efter sin aktive karriere blev han holdleder for 2. divisionsholdet, som senere rykkede op i 1. division. Desuden sad han i bestyrrelsen for EfB i godt 10 år, hvoraf to var som formand (1957-1959)